# 안토니아 리스코바
안토니아 리스코바(이탈리아어: Antonia Liskova, 슬로바키아어: Antónia Lišková 안토니아 리슈코바, 1977년 3월 25일 ~ )는 이탈리아의 슬로바키아계 배우이다.

## 출연 작품
- 캠걸 (2013)